# Кодові імена НАТО
Кодові імена (англ. NATO reporting names) використовуються в НАТО для позначення військової і транспортної техніки СРСР і КНР. Використовуються для уніфікації іншомовних (для країн НАТО) іменувань і заміщення оригінального імені, яке часто доволі тривалий час залишалось невідомим для військовиків НАТО.
Умовні іменування літаків погоджені з Координаційним комітетом з авіастандартизації (Air Standardization Coordinating Committee — ASCC), до якого входять Австралія, Велика Британія, Канада, Нова Зеландія та США.

## Опис системи
Початкова буква імені вказує на призначення об'єкта; наприклад, винищувачі мають імена, що починаються з літери F, бомбардувальники — з B, гелікоптери — з H, ракети «земля-земля» — з S, ракети «повітря-земля» — з G. Для крилатої авіації імена з одним складом використовуються для гвинтових машин, тоді як двоскладові імена — для реактивних. Можливо найвідоміше кодове ім'я — це балістична ракета SS-1 або «Scud» («Скад»).
Міністерство оборони США розширює кодові імена НАТО в декількох випадках. Наприклад, тоді як НАТО посилається на системи ракет «повітря-земля», що розміщуються на суднах або субмаринах з тими ж іменами, як і для систем наземного базування, незважаючи на декілька незначних відмінностей (і в одному випадку — на відсутність відповідних систем взагалі), МО США використовує різні серії номерів з іншим суфіксом (наприклад, SA-N- замість SA-) для цих систем. Імена, проте, зберігають відповідність системам наземного базування — для зручності. У випадках, якщо немає ніякої системи відповідності, використовуються нові імена.
Радянський Союз не призначав офіційні «популярні імена» своїй авіації, попри те, що зазвичай неофіційні прізвиська були. Здебільшого (проте не завжди) радянські пілоти не використовували кодові імена НАТО (або переклади), зазвичай, тому що вони тривалий час були невідомі, і тому що пізніше отримувало розповсюдження інше російське прізвисько. Багато з імен, особливо ті, що були вибрані під час Холодної війни, були принизливими. МіГ-15 мав бути позначений «Falcon» («Сокіл»), але ця назва була змінена на принизливе «Fagot» (близько до англ. faggot — «в'язанка дров», або розм. «гомосексуал»). Імена останніх часів були описовими або навіть хвалебними. Російські авіатори цінують кодове ім'я МіГ-29 «Fulcrum» («Точка опори» або «Засіб досягнення мети»), як вказівку на його центральну роль у російських повітряних силах. Кодове ім'я Ту-95 — «Bear» («Ведмідь») широко вживане його пілотами.
З часів впровадження системи кодових імен довелось придумати багато незвичайних імен. Наприклад, з точки зору непрофесіонала, «Backfire» («зворотний вогонь») відповідає англ. «backfiring» (зворотний вогонь у сенсі вогню у відповідь), але в аеронавтиці «Backfire» — небезпечний вибух палива в дюзах працюючого реактивного двигуна (який може бути смертельно небезпечним для наземного обслуговуючого персоналу). Бомбардувальники мають імена, що починаються з літери B; наприклад «Badger» («Борсук»), «Bear» («Ведмідь»), «Blackjack» («Блек Джек»). «Frogfoot» («Жаб'яча лапка») — кодове ім'я для Су-25. Транспортні літаки мають імена, що починаються з C (від англ. cargo — вантаж), що призвело до появи імен «Careless» («Недбалий») або «Candid» («Щирий»), оскільки імена давались за абеткою.

### Кодові літери
- A — ракета «повітря-повітря» (англ. Air to Air)
- B — літак-бомбардувальник (англ. Bomber)
- C — транспортний літак (англ. Cargo)
- F — винищувач (англ. Fighter)
- G — ракета «земля-повітря» (вкл. антибалістичні ракети) (англ. Ground to Air)
- H — гелікоптер (англ. Helicopter)
- K — ракета «повітря-земля»
- M — багатофункціональні літаки, або такі, що не входять в інші категорії (англ. Miscellaneous)
- S — ракета «поверхня — поверхня» (англ. Surface to Surface)

Модифікації позначаються таким чином:
- основне ім'я з додаванням латинської літери за абеткою — наприклад: «Bear-A». Літери «I» та «O» не використовуються;
- при незначних змінах конструкції використовується позначка «Mod.» та цифровий індекс з римських цифр — наприклад: «Bear-F Mod.IV»;
- додається позначка «Modified», але в наш час[коли?] відомо лише два випадки використання — «Badger-C Modified» та «Badger-G Modified»;
- додається літерно-цифровий суфікс — наприклад: «Fulcrum-A2» або «Foxbat-B5»;
- додається позначка «variant n», де n — цифра, починаючи з 1 — наприклад «Flanker-E variant 1» або «Flanker-E variant 2».

Спочатку система кодових імен використовувалась для радянської військової техніки, а потім розповсюдилась і на китайську військову техніку.

## Система позначеньМіністерства оборони США

### Позначення каталогу USAF
Для літаків виробництва СРСР з 1946 р. американським Міністерством оборони використовувалась система умовних позначень, згідно з якою умовне позначення складається із слова «Type» і цифрового індексу — наприклад, «Type 39» для «Ту-16». Систему скасовано у 1955 році, оскільки вона не давала можливості однозначної уніфікації літаків за типом, призначенням і модифікаціями.
Позначення цієї системи наведені в каталозі USAF (US-Air-Force-Katalog), який починається з літаків, показаних 18 серпня 1946 року на авіаційному параді в Тушино:
| Type 1  | — МіГ-9; пізніше — «Fargo»              | Type 21 | — Ла-15; пізніше — «Fantail»    |
| Type 2  | — Як-15                                 | Type 22 | — Туполєв, Проект 64            |
| Type 3  | — Ла-150                                | Type 23 | — Су-12                         |
| Type 4  | — Ла-152                                | Type 24 | — Як-14                         |
| Type 5  | — Ла-156                                | Type 25 | — Зибін З-25                    |
| Type 6  | — Ла-160                                | Type 26 | — Як-17УТІ                      |
| Type 7  | — Як-19                                 | Type 27 | — Іл-28                         |
| Type 8  | — Су-9 (К)                              | Type 28 | — Як-23; пізніше — «Flora»      |
| Type 9  | — Ту-12                                 | Type 29 | — МіГ-15УТІ; пізніше — «Midget» |
| Type 10 | — Іл-22                                 | Type 30 | — Іл-28У / Ту-14УТБ ?           |
| Type 11 | — МіГ І-270                             | Type 31 | — Ту-85; пізніше — «Barge»      |
| Type 12 | — Ту-14; пізніше — «Bosun»              | Type 32 | — Мі-1; пізніше — «Hare»        |
| Type 13 | — не використано                        | Type 33 | — Бє-8; пізніше — «Mole»        |
| Type 14 | — МіГ-15; пізніше — «Falcon», «Fagot-A» | Type 34 | — Бє-6; пізніше — «Madge»       |
| Type 15 | — Ла-168                                | Type 35 | — Ту-14; пізніше — «Bosun»      |
| Type 16 | — Як-17                                 | Type 36 | — Мі-4; пізніше — «Hound»       |
| Type 17 | — Су-11(ЛК)                             | Type 37 | — М-4; пізніше — «Bison»        |
| Type 18 | — Су-15(П)                              | Type 38 | — Як-24; пізніше — «Horse»      |
| Type 19 | — МіГ КС-1 «Сопка» — ракета             | Type 39 | — МіГ-17                        |
| Type 20 | — Ту-16; пізніше — «Badger»             | Type 40 | — Ту-95; пізніше — «Bear»       |

### Коди для ракет
Для ракет використовуються розширені кодові позначення НАТО. Але на відміну від системи НАТО використовується літерний код із цифровим індексом.
- AA — ракета «повітря-повітря» (англ. «Air-to-air missiles»)
- ABM — антибалістична ракета (англ. «Anti-Ballistic Missiles»)
- AS — ракета «повітря-земля» (англ. «Air-to-Surface Missiles»)
- AT — протитанкова ракета (англ. «Anti-Tank Missiles»)
- FRAS — некерована ракета для боротьби із субмаринами (англ. «Free Rocket Anti-Submarine»)
- FROG — некерована тактична ракета (англ. «Free Rocket Over Ground»)
- SA — ракета «земля-повітря» (англ. «Surface-to-Air Missiles»)
- SA-N — ракета «корабель-повітря» (англ. «Naval Surface-to-Air Missiles»)
- SL — космічна ракета (англ. «Space Launcher»)
- SS — ракета «земля-земля» (англ. «Surface-to-Surface Missiles»)
- SSC — ракета «земля-земля» (англ. «Surface-to-Surface Missiles») (ВМС и Берегова охорона) (Navy, Coastal Defence)
- SS-N — ракета «корабель-корабель» (англ. «Naval Surface-to-Surface Missiles»)
- SUW-N — ракета «корабель-субмарина» (англ. «SUW-N — Naval Surface-to-Underwater Missiles»)

З 1962 р. для позначення експериментальних ракет використовується літера «Х». Наприклад: «SS-X-10» і «SS-NX-25».
Для позначення китайської техніки і зброї додатково використовується літери «С» або «СH» на початку коду. Наприклад «CSS-5», «CSS-NX-5», «CH-AS-X-13» і т. н.

## Список кодових імен НАТО для літаків

### Бомбардувальники
| «Backfin»   | — Ту-98                              |
| «Backfire»  | — Ту-22М                             |
| «Badger»    | — Ту-16, Xi'an H-6                   |
| «Bank»      | — North American B-25 Mitchell (США) |
| «Barge»     | — Ту-85                              |
| «Bark»      | — Іл-2                               |
| «Bat»       | — Ту-2                               |
| «Beagle»    | — Іл-28 та Harbin H-5 (Китай)        |
| «Bear»      | — Ту-95                              |
| «Beast»     | — Іл-10                              |
| «Bison»     | — М-4                                |
| «Blackjack» | — Ту-160                             |
| «Blinder»   | — Ту-22                              |
| «Blowlamp»  | — Іл-54                              |
| «Bob»       | — Іл-4                               |
| «Boot»      | — Ту-91                              |
| «Bosun»     | — Ту-14                              |
| «Bounder»   | — М-50                               |
| «Box»       | — Douglas A-20 Havoc (США)           |
| «Brassard»  | — Як-28                              |
| «Brawny»    | — Іл-40                              |
| «Brewer»    | — Як-28Б                             |
| «Buck»      | — Пє-2                               |
| «Bull»      | — Ту-4 (переробка B-29)              |
| «Butcher»   | — Ту-82                              |

### Винищувачі
| «Faceplate»           | — МіГ Е-2 (прототип МіГ-21)                                            |
| «Fagot»               | — МіГ-15                                                               |
| «Fang»                | — Ла-11                                                                |
| «Fantail»             | — Ла-15                                                                |
| «Fantan»              | — Nanchang Q-5 / A-5                                                   |
| «Fargo»               | — МіГ-9                                                                |
| «Farmer»              | — МіГ-19 та J-6                                                        |
| «Feather»             | — Як-15 / Як-17                                                        |
| «Felon»               | — Су-57                                                                |
| «Fencer»              | — Су-24                                                                |
| «Fiddler»             | — Ту-28/Ту-128                                                         |
| «Fin»                 | — Ла-7                                                                 |
| «Finback»             | — Shenyang J-8                                                         |
| «Firebar»             | — Як-28П                                                               |
| «Firebird»            | — Chengdu J-10                                                         |
| «Firkin»              | — Су-47                                                                |
| «Fishbed»             | — МіГ-21                                                               |
| «Fishcan»             | — Chengdu J-7                                                          |
| «Fishpot»             | — Су-9 / Су-11                                                         |
| «Fitter»              | — Су-7 / Су-17 / Су-20 / Су-22                                         |
| «Flagon»              | — Су-15                                                                |
| «Flanker»             | — Су-27 / Су-30 / Су-33 / Су-35 / Су-37 та Shenyang J-11 / J-15 / J-16 |
| «Flashlight»          | — Як-25                                                                |
| «Flatpack»/«Foxglove» | — МіГ 1.44/1.42                                                        |
| «Flipper»             | — МіГ Е-150                                                            |
| «Flogger»             | — МіГ-23 / МіГ-27                                                      |
| «Flora»               | — Як-23                                                                |
| «Flounder»            | — Xi'an JH-7                                                           |
| «Forger»              | — Як-38                                                                |
| «Foxbat»              | — МіГ-25                                                               |
| «Foxhound»            | — МіГ-31                                                               |
| «Frank»               | — Як-9                                                                 |
| «Fred»                | — Bell P-63 Kingcobra (США)                                            |
| «Freehand»            | — Як-36                                                                |
| «Freestyle»           | — Як-41 / Як-141                                                       |
| «Fresco»              | — МіГ-17 та Shenyang J-5                                               |
| «Fritz»               | — Ла-9                                                                 |
| «Frogfoot»            | — Су-25                                                                |
| «Fulcrum»             | — МіГ-29 / МіГ-33 / МіГ-35                                             |
| «Fullback»            | — Су-32 / Су-34                                                        |

### Транспортні
| «Cab»      | — Лі-2 (ДС-3 за ліцензією) |
| «Camber»   | — Іл-86                    |
| «Camel»    | — Ту-104                   |
| «Camp»     | — Ан-8                     |
| «Candid»   | — Іл-76                    |
| «Careless» | — Ту-154                   |
| «Cart»     | — Ту-70                    |
| «Cash»     | — Ан-28                    |
| «Cat»      | — Ан-10                    |
| «Charger»  | — Ту-144                   |
| «Clam»     | — Іл-18 (1946)             |
| «Clank»    | — Ан-30                    |
| «Classic»  | — Іл-62                    |
| «Cleat»    | — Ту-114                   |
| «Cline»    | — Ан-32                    |
| «Clobber»  | — Як-42                    |
| «Clod»     | — Ан-14                    |
| «Coach»    | — Іл-12                    |
| «Coaler»   | — Ан-72 / Ан-74            |
| «Cock»     | — Ан-22                    |
| «Codling»  | — Як-40                    |
| «Coke»     | — Ан-24                    |
| «Colt»     | — Ан-2                     |
| «Condor»   | — Ан-124                   |
| «Cooker»   | — Ту-110                   |
| «Cookpot»  | — Ту-124                   |
| «Coot»     | — Іл-18 / −22              |
| «Cork»     | — Як-16                    |
| «Cossack»  | — Ан-225                   |
| «Crate»    | — Іл-14                    |
| «Creek»    | — Як-12                    |
| «Crib»     | — Як-8                     |
| «Crow»     | — Як-14                    |
| «Crusty»   | — Ту-134                   |
| «Cub»      | — Ан-12                    |
| «Cuff»     | — Бє-30 / Бє-32            |
| «Curl»     | — Ан-26                    |

### Гелікоптери
| «Haitun»  | — Harbin Z-9              |
| «Halo»    | — Мі-26                   |
| «Hare»    | — Мі-1                    |
| «Harke»   | — Мі-10                   |
| «Harp»    | — Ка-20                   |
| «Hat»     | — Ка-10                   |
| «Havoc»   | — Мі-28                   |
| «Haze»    | — Мі-14                   |
| «Helix»   | — Ка-27 / Ка-29 / Ка-32   |
| «Hen»     | — Ка-15                   |
| «Hermit»  | — Мі-34                   |
| «Hind»    | — Мі-24                   |
| «Hip»     | — Мі-8 / Мі-9 / Мі-17     |
| «Hog»     | — Ка-18                   |
| «Hokum»   | — Ка-50 / Ка-52           |
| «Homer»   | — Мі-12                   |
| «Hoodlum» | — Ка-26 / Ка−126 / Ка-226 |
| «Hook»    | — Мі-6                    |
| «Hoop»    | — Ка-22                   |
| «Hoplite» | — Мі-2                    |
| «Hormone» | — Ка-25                   |
| «Horse»   | — Як-24                   |
| «Hound»   | — Мі-4 та Z-5 (Китай)     |

### Змішані типи
| «Madcap»   | — Ан-71 («Ан-72 AWACS»)           |
| «Madge»    | — Бє-6                            |
| «Maestro»  | — Як-28У                          |
| «Magnet»   | — Як-17УТІ                        |
| «Magnum»   | — Як-30                           |
| «Maiden»   | — Су-9У                           |
| «Mail»     | — Бє-12                           |
| «Mainstay» | — А-50 («Іл-76 AWACS»)            |
| «Mallow»   | — Бє-10                           |
| «Mandrake» | — Як-25РВ                         |
| «Mangrove» | — Як-25Р / −27Р                   |
| «Mantis»   | — Як-30 / 32                      |
| «Mare»     | — Як-14                           |
| «Mark»     | — Як-7У                           |
| «Mascot»   | — Іл-28У                          |
| «Max»      | — Як-18 та CJ-5 / −6 (Китай)      |
| «Maxdome»  | — Іл-80                           |
| «May»      | — Іл-38                           |
| «Maya»     | — Aero L-29 (ЧССР)                |
| «Mermaid»  | — Бє-42                           |
| «Midas»    | — Іл-78 («Іл-76 Танкер»)          |
| «Midget»   | — МіГ-15УТІ                       |
| «Mink»     | — Як УТ-2                         |
| «Mist»     | — Ц-25                            |
| «Mitten»   | — Як-130                          |
| «Mole»     | — Бє-8                            |
| «Mongol»   | — МіГ-21У                         |
| «Moose»    | — Як-11                           |
| «Mop»      | — Consolidated PBY Catalina (USA) |
| «Moss»     | — Ту-126                          |
| «Mote»     | — МБР-2                           |
| «Moujik»   | — Су-7У                           |
| «Mouse»    | — Як-18М                          |
| «Mug»      | — МДР-6 та Бє-4                   |
| «Mule»     | — По-2                            |
| «Mystic-A» | — М-17                            |
| «Mystic-B» | — М-55                            |

## Список кодових імен НАТО для ракет

### «Повітря-повітря» (air to air)
| AA-1     | «Alkali»  | — Калінінград К-5      |
| AA-2     | «Atoll»   | — Вимпєл К-13 (Р-3С)   |
| AA-3     | «Anab»    | — Калінінград К-8      |
| AA-4     | «Awl»     | — Радуга К-9           |
| AA-5     | «Ash»     | — Бісноват Р-4         |
| AA-6     | «Acrid»   | — Бісноват Р-40        |
| AA-7     | «Apex»    | — Вимпєл Р-23          |
| AA-8     | «Aphid»   | — Молнія Р-60          |
| AA-9     | «Amos»    | — Вимпєл Р-33          |
| AA-10    | «Alamo»   | — Вимпєл Р-27          |
| AA-11    | «Archer»  | — Вимпєл Р-73 (АКУ-72) |
| AA-12    | «Adder»   | — Вимпєл Р-77          |
| AA-13    | «Axehead» | — Вимпєл Р-37          |
| AAM-L    | —         | — Новатор КС-172       |
| CH-AA-7  | «Adze»    | — PL-12                |
| CH-AA-9  | —         | — PL-10                |
| CH-AA-10 | «Abaddon» | — PL-15                |

### «Повітря-земля» (air to surface)
| AS-1       | «Kennel»   | — КС-4 «Комєта»                        |
| AS-2       | «Kipper»   | — К-10С «Єн»                           |
| AS-3       | «Kangaroo» | — Х-20                                 |
| AS-4       | «Kitchen»  | — Х-22 «Буря»                          |
| AS-5       | «Kelt»     | — Х-11 / КСР-2                         |
| AS-6       | «Kingfish» | — Х-26 / КСР-5                         |
| AS-7       | «Kerry»    | — Х-66, Х-23 «Гром»                    |
| AS-8       |            | — 9М114В «Штурм-В»                     |
| AS-9       | «Kyle»     | — Х-28                                 |
| AS-10      | «Karen»    | — Х-25                                 |
| AS-11      | «Kilter»   | — Х-58                                 |
| AS-12      | «Kegler»   | — Х-25МП, Х-27ПС                       |
| AS-13      | «Kingbolt» | — Х-59 «Овод»                          |
| AS-14      | «Kedge»    | — Х-29                                 |
| AS-15      | «Kent»     | — Х-55 / Х-65С                         |
| AS-16      | «Kickback» | — Х-15                                 |
| AS-17      | «Krypton»  | — Х-31                                 |
| AS-18      | «Kazoo»    | — Х-59М «Овод-М»                       |
| AS-X-19    | «Koala»    | — Р-750 «Гром» / 3М25А «Мєтєоріт-А»    |
| AS-20      | «Kayak»    | — Х-35 / Х-37 «Уран»                   |
| AS-X-21    |            | — Х-90 «Гєла»                          |
| AS-22      | «Kazoo»    | — Х-59МК2 / Х-69                       |
| AS-23      | «Kodiak»   | — Х-101 / Х-102                        |
| AS-24      | «Killjoy»  | — Х-47М2 «Кінжал»                      |
| CH-AS-1    | «Kraken»   | — YJ-6                                 |
| CH-AS-5    | «Keystone» | — CJ-10                                |
| CH-AS-Х-13 |            | — варіант DF-21D повітряного базування |

### Протитанкові керовані ракети (anti-tank, air to tank)
| AT-1  | «Snapper»   | — 3М6 «Шмєль»               |
| AT-2  | «Swatter»   | — 3М11 «Фаланга»            |
| AT-3  | «Sagger»    | — 9М14 «Малютка»            |
| AT-4  | «Spigot»    | — 9M111 «Фагот»             |
| AT-5  | «Spandrel»  | — 9M113 «Конкурс»           |
| AT-6  | «Spiral»    | — 9М114 «Штурм»             |
| AT-7  | «Saxhorn»   | — 9М115 «Мєтіс»             |
| AT-8  | «Songster»  | — 9M112 «Кобра»             |
| AT-9  | «Spiral-2»  | — 9М120 «Атака»             |
| AT-10 | «Stabber»   | — 9М116 «Бастіон»           |
| AT-11 | «Sniper»    | — «Свір» / «Рєфлєкс»        |
| AT-12 | «Swinger»   | — 9М118 «Шексна»            |
| AT-13 | «Saxhorn-2» | — 9М131 «Мєтіс-М»           |
| AT-14 | «Spriggan»  | — 9М133 «Корнет»            |
| AT-15 | «Springer»  | — 9М123 «Хрізантема»        |
| AT-16 | «Scallion»  | — 9М127 «Віхрь» / «Віхрь-М» |
|       |             | — Гермес                    |

### «Земля-повітря» (surface to air)
| SA-1    | «Guild»           | — С-25 «Бєркут»                                                         |
| SA-2    | «Guideline»       | — С-75 «Двіна» / «Волхов» / «Десна» / HQ-2 (Китай)                      |
| SA-3    | «Goa»             | — С-125 «Нева»                                                          |
| SA-4    | «Ganef»           | — 2К11 «Круг» або інакше ЗРК-СО                                         |
| SA-5    | «Gammon»          | — С-200 «Волга»                                                         |
| SA-6    | «Gainful»         | — 3М9 ЗРК-СД «Куб»/«Квадрат»                                            |
| SA-7a   | «Grail»           | — 9К32 («Стріла-2»)                                                     |
| SA-7b   | «Grail»           | — 9К32М («Стріла-2М»)                                                   |
| SA-8    | «Gecko»           | — 9К33 «Оса»                                                            |
| SA-9    | «Gaskin»          | — 9К31 та 9К31М («Стріла-1»)                                            |
| SA-10   | «Grumble»         | — С-300П «Ангара»                                                       |
| SA-11   | «Gadfly»          | — 9К37 «Бук»                                                            |
| SA-12   | «Gladiator»       | — 9К81, С-300В та HQ-18 (Китай)                                         |
| SA-12B  | «Giant»           | — 9А82                                                                  |
| SA-13   | «Gopher»          | — ЗРК-БД «Стрєла 10»                                                    |
| SA-14   | «Gremlin»         | — 9К36 «Стріла-3»                                                       |
| SA-15   | «Gauntlet»        | — 9К330 / 9К331 / 9К332 «Тор»                                           |
| SA-16   | «Gimlet»          | — 9К310 «Ігла-1»                                                        |
| SA-17   | «Grizzly»         | — 9К37 «Бук-М1-2»                                                       |
| SA-18   | «Grouse»          | — 9К38 «Ігла»                                                           |
| SA-19   | «Grisom»          | — 2К22 «Тунгуска»                                                       |
| SA-20   | «Gargoyle»        | — С-300ПМ-1 / С-300ПМУ-1 / С-300ПМ-2 «Фаворіт» / С-300ПМУ-2 «Фаворіт-С» |
| SA-21   | «Growler»         | — С-400 «Тріумф»                                                        |
| SA-22   | «Greyhound»       | — «Панцир-С1»                                                           |
| SA-23   | «Gladiator/Giant» | — С-300ВМ «Антей-2500»                                                  |
| SA-24   | «Grinch»          | — 9К38 «Ігла-C»                                                         |
| SA-X-25 | —                 | — 9М337 «Сосна-Р»                                                       |
| SA-26   | —                 | — С-125 «Печора-2M»                                                     |
| SA-27   | «Gollum»          | — 9K317M «Бук-M3»                                                       |
| SA-X-28 | —                 | — С-350 «Витязь», 50Р6А                                                 |
| SA-29   | «Gizmo»           | — 9К333 «Верба»                                                         |

### «Земля-повітря», корабельного базування (surface to air, naval)
| SA-N-1  | «Goa»       | — 4К90 «Волна» / С-125 «Нева»                                    |
| SA-N-2  | «Guideline» | — М-2 «Волхов-М» / С-75 «Двіна» / «Дєсна» / HQ-2 (Китай)         |
| SA-N-3  | «Goblet»    | — 4К60/4К65 Шторм                                                |
| SA-N-4  | «Gecko»     | — 9М33 «Оса-М»                                                   |
| SA-N-5  | «Grail»     | — 9К32 «Стрєла-2»                                                |
| SA-N-6  | «Grumble»   | — С-300Ф «Форт»                                                  |
| SA-N-7  | «Gadfly»    | — 9М38/9М38М М-22 «Ураган» (морська версія 9К37 «Бук»)           |
| SA-N-8  | «Gremlin»   | — 9К36 «Стрєла-3»                                                |
| SA-N-9  | «Gauntlet»  | — 9М330-2 / 3К95 «Кінжал»                                        |
| SA-N-10 | «Grouse»    | — 3М38 «Ігла»                                                    |
| SA-N-11 | «Grisom»    | — 3М87 «Кортик»/«Каштан»                                         |
| SA-N-12 | «Grizzly»   | — 9К37М1-2/9К317Е 3С90 «Йож»/«Штіль» (морська версія 9К37 «Бук») |
| SA-N-14 | «Grouse»    | — 9К38 «Ігла»                                                    |
| SA-N-12 | «Gargoyle»  | — 48Н6Е2 / С-300ФМ                                               |

### «Земля-земля» (surface to surface)
| SS-1    | «Scunner»    | — Р-1                                 |
| SS-1    | «Scud»       | — Р-11 / Р-300 / Р-17                 |
| SS-2    | «Sibling»    | — Р-2                                 |
| SS-3    | «Shyster»    | — Р-5 / Р-5М                          |
| SS-4    | «Sandal»     | — Р-12 / Космос Б-1                   |
| SS-5    | «Skean»      | — Р-14 / «Космос Ц-1» / «Космос-3»(М) |
| SS-6    | «Sapwood»    | — Р-7                                 |
| SS-7    | «Saddler»    | — Р-16                                |
| SS-8    | «Sasin»      | — Р-9 / Р-9А                          |
| SS-9    | «Scarp»      | — Р-36                                |
| SS-10   | «Scrag»      | — 8К81 УР-200                         |
| SS-11   | «Sego»       | — УР-100                              |
| SS-12   | «Scaleboard» | — 9М76                                |
| SS-13   | «Savage»     | — РТ-2                                |
| SS-14   | «Scapegoat»  | — РТ-15                               |
| SS-14   | «Scamp»      | — РТ-15                               |
| SS-15   | «Scrooge»    | — РТ-20                               |
| SS-16   | «Sinner»     | — 12Ж42 «Темп-2С»                     |
| SS-17   | «Spanker»    | — МР-УР-100                           |
| SS-18   | «Satan»      | — Р-36М                               |
| SS-19   | «Stiletto»   | — УР-100Н                             |
| SS-20   | «Saber»      | — РСД-10 / 15Ж45                      |
| SS-21   | «Scarab»     | — 9М79 «Точка»                        |
| SS-22   | «Scaleboard» | — 9М76                                |
| SS-23   | «Spider»     | — 9М714                               |
| SS-24   | «Scalpel»    | — РТ-23                               |
| SS-25   | «Sickle»     | — РТ-2ПМ                              |
| SS-26   | «Stone»      | — 9К720 «Іскандер»                    |
| SS-27   | «Stickle-B»  | — 15Ж65 / РТ-2ПМ2 «Тополь-М»          |
| SS-28   | «Saber 2»    | — 15Ж53                               |
| SS-X-29 |              | — РС-24 «Ярс»                         |
| SS-X-30 |              | — РС-28 «Сармат»                      |
| SS-X-31 |              | — РС-26 «Рубіж»                       |
| SS-X-32 |              | — БЗРК «Баргузин»                     |
| SSC-X-9 | «Skyfall»    | — 9М730 «Бурєвєстнік»                 |

### «Земля-земля», корабельного базування (surface to surface, naval)
| SS-N-1   | «Scrubber»    | — П-1 (КСЩ, «Стрєла»)                               |
| SS-N-2   | «Styx»        | — 4К40 / 4К51 П-15 «Тєрміт»                         |
| SS-N-3a  | «Sepal»       | — Р-35 / 4К44 / 3М44                                |
| SS-N-3b  | «Shaddock»    | — 4К95 П-5 «Пятьорка»                               |
| SS-N-4   | «Sark»        | — Р-13                                              |
| SS-N-5   | «Serb»        | — Р-21                                              |
| SS-N-6   | «Serb» ?      | — Р-27                                              |
| SS-N-7   | «Starbright»  | — 4М66 П-70 «Амєтіст»                               |
| SS-N-8   | «Sawfly»      | — Р-29                                              |
| SS-N-9   | «Siren»       | — 4К85 П-120 «Малахіт»                              |
| SS-N-12  | «Sandbox»     | — 4К77 / 4К80 П-500 «Базальт»                       |
| SS-NX-13 |               | — Р-27К                                             |
| SS-N-14  | «Silex»       | — 83Р / 84Р / 85Р — Протичовновий комплекс «Мєтель» |
| SS-N-15  | «Starfish»    | — 82Р РПК-2 «Вьюга»                                 |
| SS-N-16  | «Stallion»    | — 86Р / 88Р — РПК-6 «Водопад» / РПК-7 «Воробєй»     |
| SS-N-17  | «Snipe»       | — Р-31                                              |
| SS-N-18  | «Stingray»    | — Р-29Р або РСМ-50                                  |
| SS-N-19  | «Shipwreck»   | — 3М45 П-700 «Граніт»                               |
| SS-N-20  | «Sturgeon»    | — Р-39 «Ріф»                                        |
| SS-N-21  | «Sampson»     | — РК-55 «Рельєф» / С-10 «Гранат»                    |
| SS-N-22  | «Sunburn»     | — 3М80 або ХА-41, П-270 «Москіт»                    |
| SS-N-23  | «Skiff»       | — Р-29РМ або РСМ-54                                 |
| SS-N-24  | «Scorpion»    | — 3М25 / Х-80                                       |
| SS-N-25  | «Switchblade» | — Х-35                                              |
| SS-N-26  | «Strobile»    | — 3М55 / П-800 «Онікс»                              |
| SS-N-27  | «Sizzler»     | — 3М54 «Калібр»                                     |
| SS-NX-28 |               | — Р-39М «Гром»                                      |
| SS-N-29  |               | — 89Р (РПК-9 «Мєдвєдка»)                            |
| SS-N-30  |               | — 3М14 «Клуб»                                       |
| SS-N-32  |               | — РСМ-56 «Булава»                                   |
| SS-N-33  |               | — 3М22 «Циркон»                                     |

### Космічні ракети
Для космічних ракет Радянського Союзу застосовано дві системи позначень. Найпростіша передбачає позначення SL (Satellite Launcher) та порядковий номер. Друга форма подає інформацію про тип носія (напр. A для модифікацій і різновидів ракети Р-7, D для ракет «Протон»). Цифра позначає кількість ступенів, маленька літера позначення у наступних випадках:
- e (escape) (для виходу за земну орбіту — місячні та планетні зонди)
- m (maneuverable) — здатні маневрувати (часто вмикаються/вимикаються)
- r (recoverable) — (для супутників, що повертаються)

| Позначення США |       | Тип ракети            | Типове корисне навантаження (супутник, космічний корабель тощо) |
| -------------- | ----- | --------------------- | --------------------------------------------------------------- |
| SL-1           | A     | «Спутнік»             | «Спутнік 1»                                                     |
| SL-2           | A     | «Спутнік»             | «Спутнік 2», 3                                                  |
|                | A-m   | «Восток»              | «Польот»                                                        |
| SL-3           | A-1   | «Восток»              | «Восток», «Луна», «Космос»                                      |
|                | A-1-m | «Восток»              | «Космос»                                                        |
| SL-4           | A-2   | «Союз»                | «Восход», «Союз», «Прогрес», «Космос»                           |
| SL-5           | B-1   | «Космос 1»            | «Космос», «Інтеркосмос»                                         |
| SL-6           | A-2-e | «Молнія»              | «Молнія», «Луна» 4-14, «Венера» 1-8, «Космос»                   |
|                | A-2-m | «Молнія»              | «Космос»                                                        |
| SL-7           | C-1   | «Космос 2»            | «Космос», «Інтеркосмос», «Орєол», «Баскара»                     |
| SL-8           | F-1   | «Циклон» 2-ступінний  | «Космос»                                                        |
| SL-9           | D     | «Протон» 2-ступінний  | «Протон» 1-3                                                    |
| SL-10          | F-1-r | «Циклон»              | «Космос» (орбітальні супутники)                                 |
| SL-11          | F-1-m | «Циклон»              | «Космос»                                                        |
| SL-12          | D-1-e | «Протон» 4-ступінний  | «Луна» 15-24, «Марс» 2-4, «Зонд» 5-8, «Фобос»                   |
|                | D-1-m | «Протон» 4-ступінний  | «Горизонт», «Радуга», «Екран», «Грант»                          |
| SL-13          | D-1-H | «Протон» 3-ступінний  | «Салют», «МІР», «Квант», «Космос»                               |
| SL-14          | F-2   | «Циклон» 3-ступінний  | «Мєтєор», «Космос»                                              |
| SL-15          | G-1   | Н-1                   | Орбітальна станція (проект)                                     |
|                | G-1-e | Н-1                   | Місячний модуль (проект)                                        |
| SL-16          | J-1   | «Зеніт»               | «Космос»                                                        |
| SL-17          | K-1   | «Енергія», 2-ступінна | Космічний човник «Буран»                                        |
| SL-18          | L     | «Старт-1»             |                                                                 |
| SL-19          | M-1   | «Стрєла»/ «Рокот»     |                                                                 |
| SL-20          | L     | «Старт»               |                                                                 |